# Joe Neguse

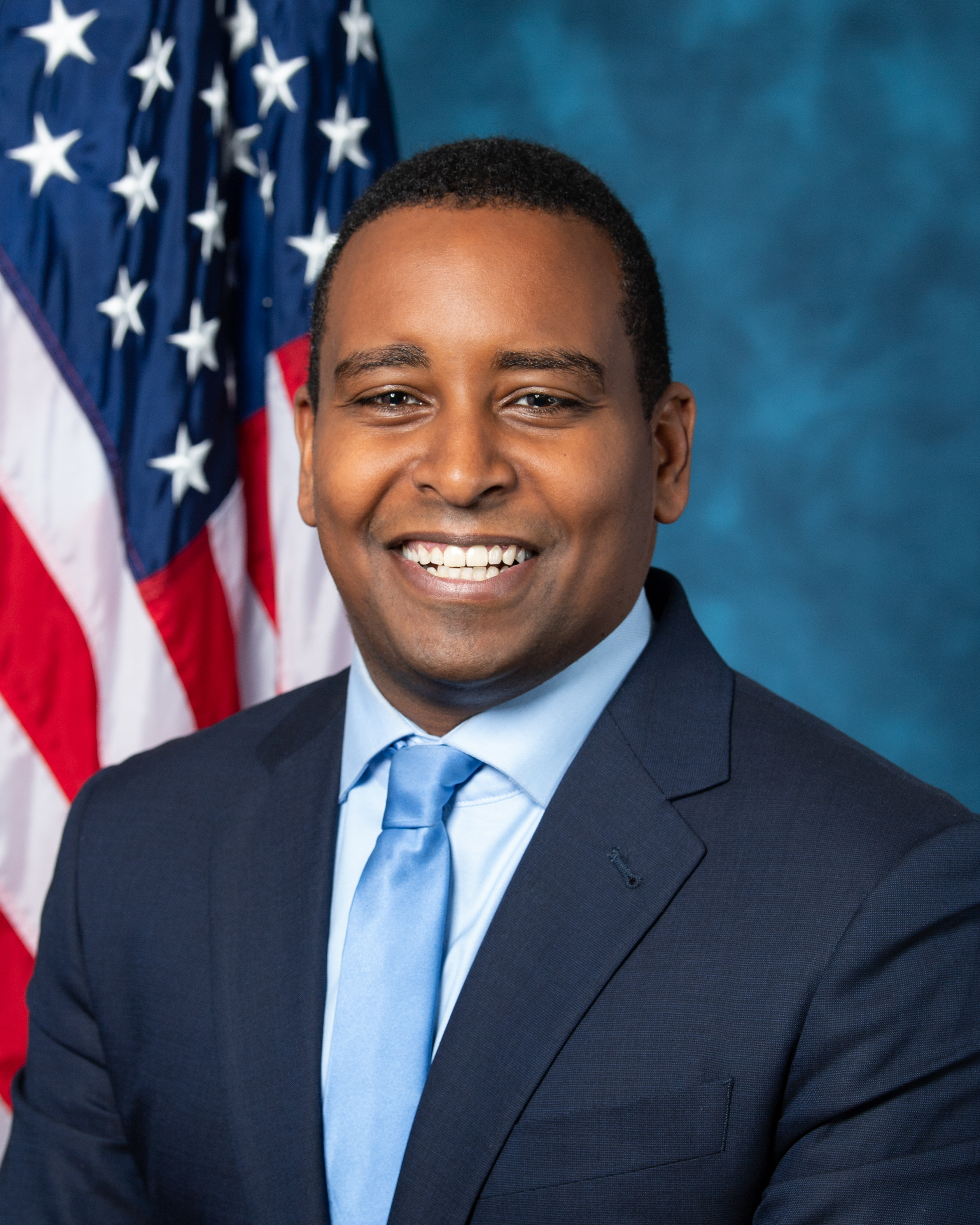
Joe Neguse (2019)

Joseph D. „Joe“ Neguse (* 13. Mai 1984 in Bakersfield, Kern County, Kalifornien) ist ein amerikanischer Politiker der Demokratischen Partei. Seit Januar 2019 vertritt er den zweiten Distrikt des Bundesstaats Colorado  im US-Repräsentantenhaus.

## Leben
Joe Neguses Eltern wanderten aus dem heutigen Eritrea in die USA ein. Er wuchs in Kalifornien und Colorado auf, wo er die Highschool besuchte. Neguse erwarb 2005 einen Bachelorgrad an der University of Colorado in Boulder und 2009 einen juristischen Abschluss (J.D.) an der dortigen University of Colorado Law School.
Danach arbeitete er als Jurist; nach seinem Ausscheiden aus dem Staatsdienst trat er einer Anwaltskanzlei bei, wo er Verwaltungsrecht praktiziert.
Neguse ist mit seiner Frau Andrea verheiratet. Das Paar lebt in Lafayette, wo sie mit ihrer Tochter leben.

## Politik

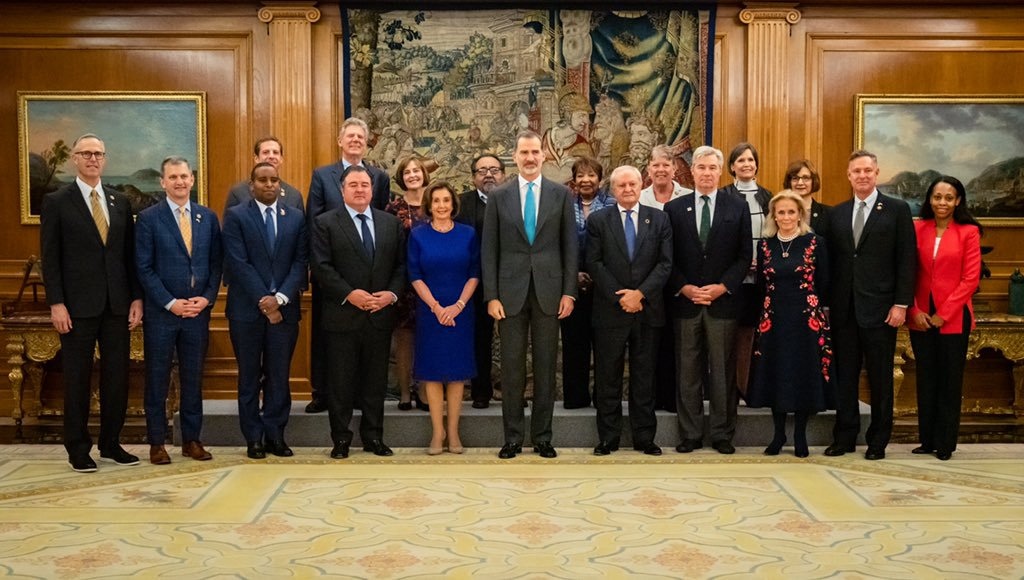
Joe Neguse mit einer US-Delegation bei König Felipe VI. im Rahmen der UN-Klimakonferenz in Madrid 2019

Neguse war zunächst als Assistent von Parlamentssprecher Andrew Romanoff im Repräsentantenhaus von Colorado tätig. 2008 wurde er in den Verwaltungsrat der Universität von Colorado auf Vorschlag der Demokraten gewählt.
2014 bewarb er sich ohne Erfolg um das Amt des Secretary of State von Colorado. Er wurde jedoch im Juni 2015 von Gouverneur John Hickenlooper als Direktor der Abteilung für Regulierungsbehörden (Colorado Department of Regulatory Agencies). Von dieser Position trat er 2017 zurück, um für das US-Repräsentantenhaus zu kandidieren.
Neguse bewarb sich bei der Kongresswahl 2018 um den Sitz im zweiten Kongresswahlbezirk in Colorado, dessen Mandatsinhaber Jared Polis erfolgreich als Gouverneur von Colorado kandidierte. Er setzte sich in den demokratischen Vorwahlen mit 65,7 % der Stimmen gegen Mark Williams durch. Die allgemeinen Wahlen gewann er mit 60,0 % gegen den Kandidaten der Republikaner, Peter Yu sowie drei weitere Bewerber. 2020 gelang ihm die Wiederwahl mit 61,5 Prozent der Stimmen gegen den Vertreter der Republikanischen Partei, Charles Winn, Thom Atkinson von der Libertarian Party sowie Gary Swing von der Unity Party. In dieser Legislaturperiode wurde er durch Nancy Pelosi zu einem der Verfahrensleiter für das zweite Amtsenthebungsverfahren gegen Donald Trump ernannt.
Die Primary (Vorwahl) für die Wahlen 2022 am 2. August konnte er ohne Gegenkandidaten gewinnen. Er trat dadurch am 8. November 2022 gegen Marshall Dawson von der Republikanischen Partei sowie drei weitere Kandidaten an und gewann in der Hauptwahl mit 70,0 % der abgegebenen Stimmen. Seine aktuelle, insgesamt dritte Legislaturperiode im Repräsentantenhaus des 118. Kongresses läuft noch bis zum Januar 2023.
In der Vorwahl zur Repräsentantenhauswahl 2024 am 25. Juni 2024 trat er erneut ohne Gegenkandidat an. In der Hauptwahl gewann Neguse mit 68,4 % und wurde in den 119. Kongress gewählt.

### Ausschüsse
Neguse ist aktuell Mitglied in folgenden Ausschüssen des Repräsentantenhauses:
- Committee on Natural Resources
  - National Parks, Forests, and Public Lands (Vorsitz)
- Committee on Rules
  - Legislative and Budget Process
  - Rules and Organization of the House
- Committee on the Judiciary
  - Antitrust, Commercial, and Administrative Law
  - Courts, Intellectual Property, and the Internet
  - Immigration and Citizenship
- Select Committee on the Climate Crisis

Er ist außerdem Mitglied im Congressional Progressive Caucus sowie über einem dutzend weiterer Caucuses.